# 陈东海
陈东海，中华人民共和国政治人物、全国脱贫攻坚先进个人。。

## 生平
陈东海任鄱阳县谢家滩镇三潼村党总支书记、村委会主任。因在脱贫攻坚战中作出突出贡献，2021年2月25日全国脱贫攻坚总结表彰大会上，陈东海被授予“全国脱贫攻坚先进个人”。